# Phyllosticta rhamnigena
Phyllosticta rhamnigena är en svampart som beskrevs av Sacc. 1878. Phyllosticta rhamnigena ingår i släktet Phyllosticta och familjen Botryosphaeriaceae.   Inga underarter finns listade i Catalogue of Life.